# Џејмстаун Вест (Њујорк)
Џејмстаун Вест (енгл. Jamestown West) насељено је место без административног статуса у америчкој савезној држави Њујорк.

## Демографија
По попису из 2010. године број становника је 2.408, што је 127 (-5,0%) становника мање него 2000. године.
| Група             | 2000.         | 2010.         |
| Белци             | 2.483 (97,9%) | 2.334 (96,9%) |
| Афроамериканци    | 6 (0,2%)      | 15 (0,6%)     |
| Азијати           | 12 (0,5%)     | 31 (1,3%)     |
| Хиспаноамериканци | 17 (0,7%)     | 21 (0,9%)     |
| Укупно            | 2.535         | 2.408         |